# Ligne rouge du métro de Boston
La ligne rouge du métro de Boston est l'une des trois lignes de métro de la ville de Boston, Massachusetts. Exploitée par la Massachusetts Bay Transportation Authority, elle traverse la région de Boston de nord au sud. La longueur de la ligne fait 33 km dont 14 km en souterrain et 22 stations sont ouvertes le long de son parcours.

## Historique
La ligne rouge fut la dernière des trois lignes de métro, les autres étant les lignes verte, orange et bleue, ouvertes respectivement en 1897 (transformée en tramway par la suite), 1901 et 1904. Les travaux démarrèrent en 1909. Le tronçon reliant Harvard  à Park Street a été ouvert  le 23 mars 1912 avec quatre stations, la cinquième du parcours ne sera ouverte qu'en 1932.
La construction se continue avec la construction du tunnel Dorchester vers Washington Street et à South Station ouvert respectivement le 4 avril 1915 et le 3 décembre 1916. De nouvelles extensions ont été ouvertes avec la station Broadway le 15 décembre 1917 et la station Andrew le 29 juin 1918. Viendra ensuite la construction de l'extension Dorchester, devenue branche Ashmont, qui suit une emprise ferroviaire créée en 1870. La première phase du prolongement de Dorchester, à la station Fields Corner, fut mise en service le 5 novembre 1927. Le reste de l'extension, fut mis en service ouverte le 1er septembre 1928 à Ashmont. 
Le 28 juillet 1965, la MBTA a signé avec le New Haven Railroad un accord portant sur l’achat de 18 km d'une ancienne ligne ferroviaire longeant la côte méridionale, afin de construire une nouvelle ligne de transport en commun rapide le long du corridor. La ligne devrait être achevée en deux ans. Les plans initiaux prévoyaient que la ligne de la Rive-Sud soit en grande partie indépendante de la ligne rouge existante, avec un terminus nord au niveau de la surface à la gare de South Station. Cependant, il a été décidé par la suite de faire de la ligne une nouvelle branche sud de la ligne rouge. Le premier tronçon de la ligne de la Rive-Sud, en construction depuis 1966, a été ouvert le 1er septembre 1971, partant de la station JFK / UMass. 
Au-delà de Quincy Center, l'extension de Braintree s'étend vers le sud jusqu'à Braintree, ouverte le 22 mars 1980, avec une station intermédiaire à Quincy Adams ouverte le 10 septembre 1983 en raison de retards de construction. 
Pour permettre la construction du prolongement Northwest, qui a débuté en 1978, la ligne a été étendue vers une station temporaire à Harvard – Brattle en mars 1979 au-dessus d'anciennes voies de garage, remplacée par la suite par une autre station temporaire à Harvard – Holyoke. Les deux stations temporaires furent fermées en septembre 1983 lors de l’ouverture de la nouvelle station Harvard, le 6 septembre 1983. La ligne a été étendue jusqu'à la station Davis le 8 décembre 1984. La ligne a été étendue à son terminus actuel à Alewife le 30 mars 1985.

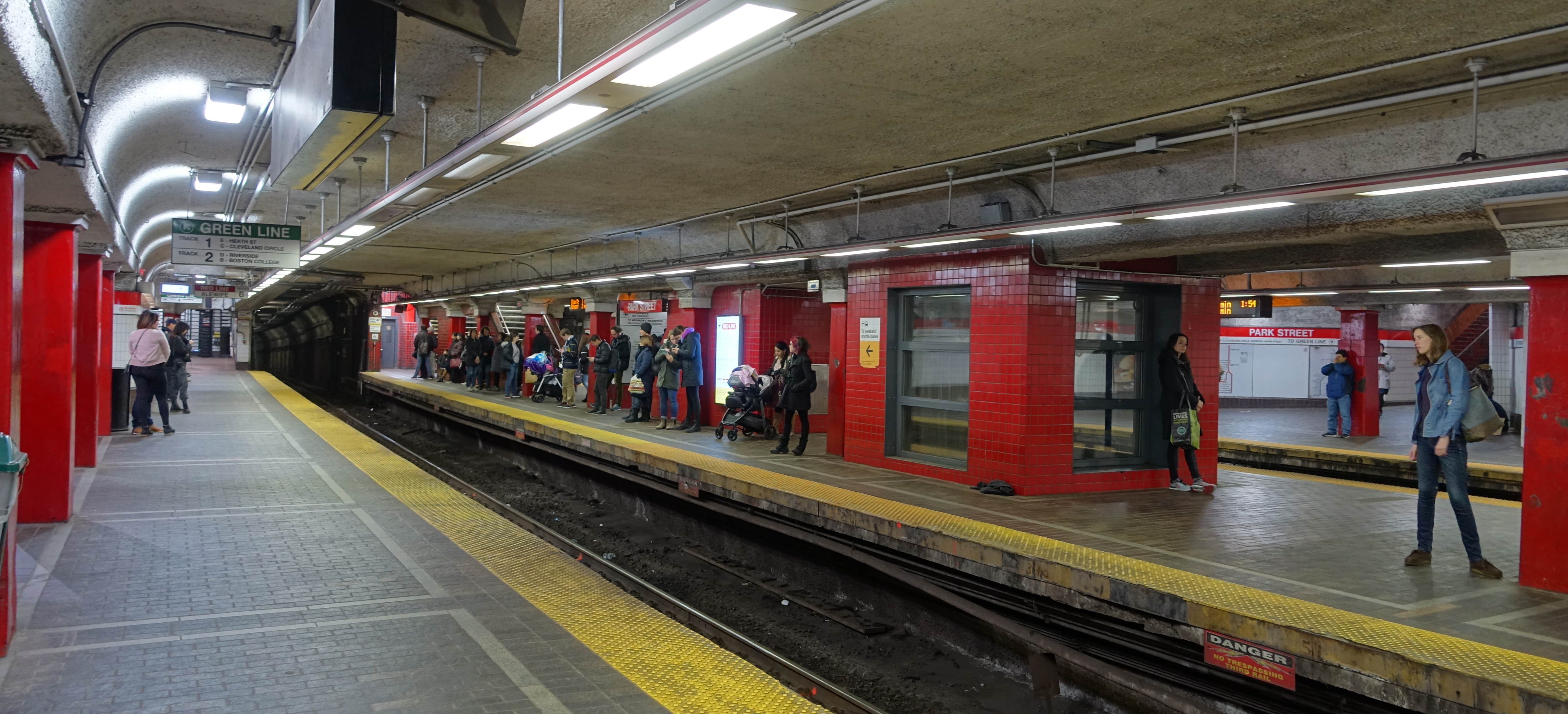
Station Park Street

### Chronologie des mises en service
23 mars 1912 : Harvard - Park Street (Cambridge - Dorchester Line), 4 stations
4 avril 1915 : Park Street - Washington (aujourd'hui Downtown Crossing), 1 station
3 décembre 1916 : Washington - South Station, 1 station
15 décembre 1917: South Station - Broadway, 1 station
29 juin 1918 : Broadway - Andrew, 1 station
2 novembre 1927 : Andrew - Fields Corner (extension Dorchester, branche Ashmont ), 3 stations
1er septembre 1928 : Fields Corner - Ashmont (terminus), 2 stations
4 février 1932 : ouverture de la station Charles / MGH
1er septembre 1971 : Andrew - Quincy Center (branche Rive Sud, plus tard Braintree), 3 stations
22 mars 1980 : Quincy Center - Braintree, 1 station
10 septembre 1983 : station Quincy Adams (branche Braintree)
8 décembre 1984 : Harvard - Davis, 2 stations
30 mars 1985 : station terminus de l'extension nord-ouest, Alewife

### Liste des stations

#### Ligne principale
|  | Station           | Date d'ouverture | Correspondances                    | Précédents noms                                                                               |
|  | ----------------- | ---------------- | ---------------------------------- | --------------------------------------------------------------------------------------------- |
|  | Alewife           | 30 mars 1985     |                                    |                                                                                               |
|  | Davis             | 8 décembre 1984  |                                    |                                                                                               |
|  | Porter            | 8 décembre 1984  | MBTA Commuter Rail                 |                                                                                               |
|  | Harvard           | 6 septembre 1983 |                                    |                                                                                               |
|  | Central           | 23 mars 1912     |                                    |                                                                                               |
|  | Kendall/MIT       | 23 mars 1912     |                                    | Kendall jusqu'au 6 août 1978 Cambridge Center/MIT entre le 2 décembre 1982 et le 25 juin 1985 |
|  | Charles/MGH       | 27 février 1932  |                                    | Charles jusqu'en décembre 1973                                                                |
|  | Park Street       | 23 mars 1912     | Ligne verte                        | Park Street Under                                                                             |
|  | Downtown Crossing | 4 avril 1915     | Ligne orange et ligne argent       | Washington jusqu'au 3 mai 1987                                                                |
|  | South Station     | 3 décembre 1916  | Ligne argent et MBTA Commuter Rail |                                                                                               |
|  | Broadway          | 15 décembre 1917 |                                    |                                                                                               |
|  | Andrew            | 29 juin 1918     |                                    |                                                                                               |
|  | JFK/UMass         | 5 novembre 1927  | MBTA Commuter Rail                 | Columbia jusqu'au 1er décembre 1982                                                           |

#### Branche Ashmont
|  | Station       | Date d'ouverture   | Correspondances | Précédents noms |
|  | ------------- | ------------------ | --------------- | --------------- |
|  | Savin Hill    | 5 novembre 1927    |                 |                 |
|  | Fields Corner | 5 novembre 1927    |                 |                 |
|  | Shawmut       | 1er septembre 1928 |                 |                 |
|  | Ashmont       | 1er septembre 1928 |                 |                 |

#### Branche Braintree
|  | Station       | Date d'ouverture   | Correspondances    | Précédents noms |
|  | ------------- | ------------------ | ------------------ | --------------- |
|  | North Quincy  | 1er septembre 1971 |                    |                 |
|  | Wollaston     | 1er septembre 1971 |                    |                 |
|  | Quincy Center | 1er septembre 1971 | MBTA Commuter Rail |                 |
|  | Quincy Adams  | 10 septembre 1983  |                    |                 |
|  | Braintree     | 22 mars 1980       | MBTA Commuter Rail |                 |

## Matériel roulant et signalisation
Les trains de ligne sont constitués de paires de véhicules électriques alimentés par un troisième rail 600 V CC. Tous les trains fonctionnent en formation de six voitures. Le matériel roulant est entretenu au chantier Cabot, au sud de Boston. Les voies de triage se connectent à la ligne principale à Columbia Junction, juste au nord de la station JFK / UMass. Les trains sont également stockés à Braintree (Caddigan Yard), Ashmont (Codman Yard) et Alewife. 
Les véhicules actuellement en circulation ou en cours de production sont :
| Année construction | fabricant                 | Type           | Longueur (en m) | Largeur (en m) | Numéro    | En service       | Véhicules          |
| ------------------ | ------------------------- | -------------- | --------------- | -------------- | --------- | ---------------- | ------------------ |
| 1969–1970          | Pullman-Standard          | #1 Ligne Rouge | 21,279          | 3,048          | 1500–1651 | 1969–aujourd'hui | 74 (38 en service) |
| 1987–1989          | UTDC                      | #2 Ligne Rouge | 21,279          | 3,048          | 1700–1757 | 1987–aujourd'hui | 58                 |
| 1993–1994          | Bombardier Transportation | #3 Ligne Rouge | 21,279          | 3,048          | 1800–1885 | 1993–aujourd'hui | 86 (78 en service) |
| 2019–2023          | CRRC                      | #4 Ligne Rouge | 21,279          | 3,048          | 1900–2151 | attendu 2020     | 252 (0 en service) |

Le contrat de matériel roulant le plus récent est celui obtenu par l'entreprise chinoise CRRC en 2014, suivi d'une option en 2016-2017, dans des conditions que l'entreprise canadienne Bombardier conteste.

### Signalisation
Jusqu'au milieu des années 1980, la ligne utilisait une signalisation en bordure de voie pour les branches Ashmont et Harvard, tandis que la branche Braintree fut l'un des tout premiers exemples de contrôle automatique des trains (ATC). En 1985, un panneau électromécanique fut installé dans la salle de contrôle. Celle-ci a été remplacée à la fin des années 1990 par une supervision automatique des trains contrôlée par logiciel, utilisant un produit Union Switch & Signal, sous-traité à Syseca Inc. (maintenant ARINC), dans une nouvelle salle de contrôle. Des modifications ultérieures du système ont été effectuées en interne au MBTA. Le "système de signalisation de bloc fixe" obsolète installé le long de certains tronçons de la ligne rouge maintient des distances de séparation fixes entre les trains sur la base d'hypothèses du cas le plus défavorable (à la vitesse la plus élevée). Avec ce système lorsque les trains circulent à une vitesse inférieure à la vitesse maximale pour quelque raison que ce soit (par exemple maintenance des voies ou conditions météorologiques), la capacité de transport réelle des passagers par heure est nettement réduite. Les retards dans une partie du système peuvent se propager sur toute la ligne, en particulier pendant les heures de pointe. C'est pourquoi en octobre 2018, la MBTA a attribué un contrat de signalisation de 218 millions de dollars pour les lignes rouge et orange, ce qui permettra un écart de trois minutes entre JFK / UMass et Alewife à partir de 2022.

## La rénovation de la ligne
Des contrats ont été attribués pour les projets suivants dans le cadre du programme d'investissements :
- Mise à niveau de la signalisation : la conception a commencé en 2019
- Nouveaux véhicules (contrat 2014) : premiers véhicules construits en Chine, les suivants à Springfield, dans le Massachusetts, en cours de livraison à l'été 2019
- Piste d’essai de la ligne : achèvement prévu fin 2019
- Centre d'entretien Cabot : les travaux ont débuté à l'été 2019.